# John C. Bagby
John Courts Bagby, född 24 januari 1819 i Glasgow i Kentucky, död 4 april 1896 i Rushville i Illinois, var en amerikansk politiker (demokrat). Han var ledamot av USA:s representanthus 1875–1877.
Bagby efterträdde 1875 William F. Ray som kongressledamot och efterträddes 1877 av Benjamin F. Marsh.
Bagby gravsattes på Rushville Cemetery i Rushville i Illinois.